# Qikiqtarjuaq
Qikiqtarjuaq (aus Inuktitut übersetzt: „Große Insel“; ehemalige Bezeichnung: Broughton Island), Territorium Nunavut in Kanada, ist eine auf der gleichnamigen Insel an der Ostküste der Baffin-Insel an der Davis Strait gelegene Siedlung mit etwa 520 Einwohnern (davon 91 % Inuit), die auch als „Eisberg-Hauptstadt der Welt“ bekannt ist. Diese Bezeichnung verdankt der Ort den unzähligen Eisbergen, die überwiegend vom Sermeq-Kujalleq-Gletscher stammen und aus dem Ilulissat-Eisfjord an der Westküste Grönlands in weitem Bogen über Baffin Bay und Davis Strait nach Süden an Qikiqtarjuaq vorbeitreiben. 
Die Region wurde vor etwa 4.000 Jahren erstmals besiedelt; Menschen der Thule-Kultur, die unmittelbaren Vorfahren der Inuit, wanderten vor etwa 1.000 Jahren aus Alaska ein und hinterließen ihre Spuren. 1585 kam John Davis als erster Europäer hierher. Kivituq, 60 Kilometer nordwestlich von Qikiqtarjuaq auf dem Festland gelegen, und Padloping Island, ungefähr 90 Kilometer im Süden, wurden danach wichtige Ankerplätze für Walfangschiffe. Kivituq wurde erst Mitte der 1920er Jahre aufgegeben; Relikte, etwa ein kleiner Friedhof, sind noch heute zu besichtigen.
Mit dem 1955 begonnenen Aufbau der DEW Line („Distant Early Warning Line“, Frühwarnsystem) kamen Inuit auf Arbeitssuche aus der Gegend von Kivituq und Padloping Island, aber auch von weiter entfernten Orten wie Clyde River und Pangnirtung nach Qikiqtarjuaq, wodurch sich weiträumige verwandtschaftliche Beziehungen erklären. 1960 etablierte die Hudson’s Bay Company ein Warenlager. 1968 löste die kanadische Regierung die traditionellen Camps bei Kivituq und Padloping Island auf verhältnismäßig rigorose Weise auf und siedelte alle Bewohner nach Qikiqtarjuaq um.
Es bestehen Linienflugverbindungen (Canadian North) mit Iqaluit über Pangnirtung und Pond Inlet über Clyde River.
Die Insel ist ein idealer Ausgangspunkt für Rucksack- und Ski-Touren in den Auyuittuq-Nationalpark (Nordeinstieg).